# São Miguel (Cap Verd)
São Miguel és un concelho (municipi) de Cap Verd. Està situat a la part nord-est de l'illa de Santiago. La seu és a la vila de Calheta de São Miguel. Des de 2008 el municipi és governat pel Moviment per la Democràcia.

## Subdivisions
El municipi està format per una sola freguesia (parròquia civil), São Miguel Arcanjo. La freguesia se subdivideix en els següents assentaments:
- Achada Monte (pop: 1,652)
- Calheta de São Miguel (pop: 3,175)
- Casa Branca (pop: 73)
- Chã de Ponta (pop: 220)
- Cutelo Gomes (pop: 658)
- Espinho Branco (pop: 869)
- Gongon (pop: 207)
- Igreja (pop: 325)
- Machado (pop: 130)
- Mato Correia (pop: 328)
- Monte Bode (pop: 118)
- Monte Pousada (pop: 486)
- Palha Carga (pop: 375)
- Pedra Barro (pop: 259)
- Pedra Serrado (pop: 484)
- Pilão Cão (pop: 1,132)
- Pingo Chuva (pop: 63)
- Ponta Verde (pop: 1,065)
- Principal (pop: 1,193)
- Ribeira Milho (hamlet)
- Ribeireta (pop: 215)
- Tagarra (pop: 669)
- Varanda (pop: 445)
- Veneza (pop: 1,375)
- Xaxa (pop: 1,375)

## Història
El municipi fou creat en 1991, quan se li va separar una parròquia al municipi de Tarrafal per formar l'actual municipi de São Miguel.

## Demografia
| 1990   | 2000   | 2010   |
| 13.787 | 16.128 | 15.630 |